# Mitsubishi Ki-83
Mitsubishi Ki-83 (яп. 三菱 キ83 ) — проєкт важкого винищувача Імперської армії Японії періоду Другої світової війни.

## Історія створення
У 1943 році командування ВПС Імперської армії Японії замовило фірмі Mitsubishi розробку висотного винищувача далекої дії, призначеного для супроводу бомбардувальників. Колективом конструкторів під керівництвом Томіо Кубо був розроблений одномоторний винищувач, який отримав назву Ki-73. Літак мав бути оснащений двигуном Mitsubishi Ha-203-II потужністю 2 600 к.с. Але двигун так і не був завершений, тому проєкт Ki-73 був закритий.
Союзники дізнались про цю розробку і присвоїли літаку кодову назву «Стів» (англ. Steve).
Після цієї невдачі Томіо Кубо спроєктував новий літак, який задовольняв вимоги військових. Літак був розроблений за взірцем розвідника Mitsubishi Ki-46 та отримав назву Ki-83. 
Це був двомоторний суцільнометалевий середньоплан з однокілевим оперенням та шасі, що складається. Літак був оснащений двома двигунами Mitsubishi Ha-211ru потужністю 2 200 к.с. з турбокомпресорами, які були розміщені в мотогондолах. Профіль літака був аеродинамічно чистим, кабіна другого члена екіпажу (радіооператора) розміщувалась в центральній частині фюзеляжу і не виступала з його обрисів. Озброєння складалось з двох 30-мм гармат «Ho-105» та двох 20-мм гармат «Ho-5», розміщених в носовій частині фюзеляжу. Крім того, була можливість нести на зовнішній підвісці дві осколкові 30-50-кг бомби або підвісні паливні баки.
Перший прототип злетів у повітря у листопаді 1944 року. Випробування продемонстрували прекрасні характеристики: він був легким в управлінні, мав високу швидкість, швидкопідйомність та маневреність. Єдиною проблемою була вібрація двигунів. Для вирішення цих проблем горизонтальні стабілізатори були зміцнені підкосами.
Випробування літаків та роботи з усунення дефектів часто переривались нальотами американської авіації. Через це доопрацювання літака затягнулось, і зрештою армія відмовилась від літака. 
Флот також був зацікавився літаком, сподіваючись використовувати його як винищувач-перехоплювач, але пробна серія так і не була випущена. Також не були реалізовані проєкти розвідника Ki-95 та удосконаленого варіанта винищувача Ki-103.
Союзники дізнались про літак Ki-83 тільки після війни, тому кодової назви йому присвоєно не було. Один захоплений літак був випробуваний в США і показав результати, кращі, ніж у F7F та D.H.103 Hornet.

## Тактико-технічні характеристики

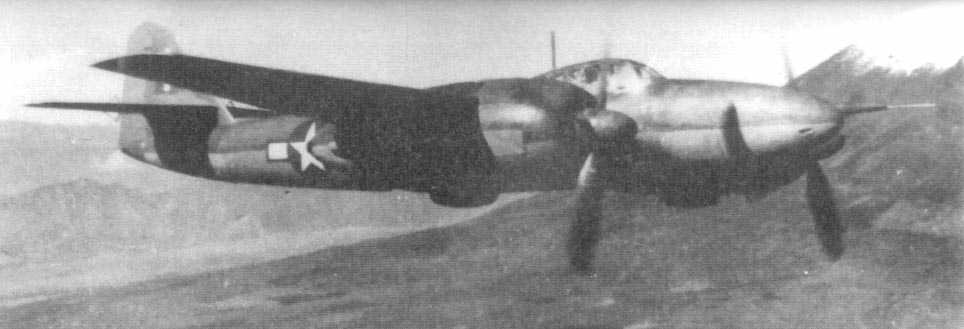
Захоплений США Ki-83 в польоті.

### Технічні характеристики
- Екіпаж: 2 чоловік
- Довжина: 12,50 м
- Висота: 4,60 м
- Розмах крила: 15,50 м
- Площа крила: 33,50 м²
- Маса порожнього: 5 980 кг
- Маса спорядженого: 8 795 кг
- Максимальна маса зльоту: 9 430 кг
- Навантаження на крило: 262,4 кг/м²
- Двигун: 2 х Mitsubishi Ha-211 Ru (Ha-43)
- Потужність: 2 х 2 070 к. с.
- Питома потужність: 2кг/к.с.

### Льотні характеристики
- Крейсерська швидкість: 450 км/г
- Максимальна швидкість: 705 км/г на висоті 9 000 м.
655 км/г на висоті 5 000 м.
- Практична дальність: 1 935 км
- Максимальна дальність: 3 500 км
- Практична стеля: 12 600 м
- Швидкість підйому: на висоту 10 000 м за 10 хв.

### Озброєння
- Гарматне:
  - 2 × 30-мм гармати «Ho-105»
  - 2 × 20-мм гармати «Ho-5»

## Модифікації
- Ki-73 — одномоторний прототип
- Ki-83 — двомоторний експериментальний літак (4 екз.)
- Ki-95 — проєкт розвідника
- Ki-103 — проєкт покращеного винищувача